# Liu Shaoqi
Liu Shaoqi (1898. – 1969.), kineski političar. Bio je predsjednik NR Kine u razdoblju od 1958. do 1968. godine. Bio je vrlo cijenjen među kineskim ljudima ali i stranačkim kadrovima. Za vrijeme Velikog skoka naprijed kritizirao je Maovu gospodarsku politiku, a te kritike skupo su ga stajale. Godine 1968. je smijenjen u velikim čistkama tijekom Maove Kulturne revolucije. Umro je u zatvoru u studenome 1969. godine od posljedica višemjesečne zatvorske torture. Posmrtno je rehabilitiran nakon Maove smrti, a njegov državni pogreb održan je 1979. godine.